# Тольятти (аэропорт)
Толья́тти — бывший аэропорт местных воздушных линий в Ставропольском районе Самарской области Российской Федерации (в советский период — Куйбышевская область СССР). Расположен в 7 км севернее города Тольятти, в 70 км северо-западнее города Самара.
Аэродром 4 класса, был способен принимать самолёты Л-410, Ан-2, М-101Т, Ил-103, и им подобные, а также вертолёты всех типов, осуществлять авиадиспетчерское и метеорологическое сопровождение воздушного движения, техническое обслуживание транзитных и базирующихся в аэропорту воздушных судов. Имелось небольшое здание аэровокзала с залом ожидания на несколько десятков мест, комнатой матери и ребёнка, камерой хранения. На территории аэропорта работали киоск «Союзпечать», отделения почты и телеграфа, телефонной связи.
Аэропорт прекратил своё существование вскоре после распада Советского Союза. С начала 2000-х годов территория аэродрома используется под автостоянку одной из фирм города.
В 20 км севернее города Тольятти имеется ещё один небольшой грунтовый аэродром «Верхнее Санчелеево» (спортивный), расположенный вблизи одноимённого села.